# 2013 FD28
2013 FD28 est un objet transneptunien du groupe des plutinos.

## Caractéristiques
2013 FD28 mesure environ 253 km de diamètre.